# R.M.N.
R.M.N. és una pel·lícula dramàtica del 2022 escrita i dirigida per Cristian Mungiu. La pel·lícula va ser seleccionada en competició oficial al 75è Festival Internacional de Cinema de Canes. S'ha subtitulat al català.

## Argument
Matthias treballa en un escorxador a Alemanya. Tractat de «gitano mandrós» colpeja el seu contramestre i fuig per a tornar al seu poble de Transsilvània, on es retroba amb el seu fill Rudi i la seva esposa Ana, qui no agraeix aquest retorn precipitat. El vell pastor malalt Papa Otto, pare de Matthias, se sotmet a un examen cerebral d'urgència amb ressonància magnètica a la ciutat. Matthias torna a veure la seva antiga mestressa Csilla, que treballa en una fleca industrial. Per a la seva ampliació, aquesta fàbrica busca mà d'obra amb un salari mínim que no atregui treballadors locals. L'arribada de dos treballadors de Sri Lanka desencadena la revolta i la violència dels vilatans.
La història transcorre en una ciutat multiètnica on viuen hongaresos, romanesos i alemanys. A la pel·lícula es desenvolupa un clima de xenofòbia i d'incomprensió vinculat a les llengües. La pel·lícula canvia constantment del romanès a l'hongarès, amb algunes línies en alemany i altres en anglès. R.M.N. es confronta frontalment al clima polític de l'Europa actualː tornada dels nacionalismes més o menys extrems, pujada de la intolerància i del racisme, i destrucció neoliberal del bé comú.